# Херман V фон Баден
Херман V (на немски: Hermann V von Baden; * 1180, † 16 януари 1243) е титулар-маркграф на Верона и маркграф на Маркграфство Баден от 1190 до 1243 г.

## Живот
Той е първият син на маркграф Херман IV фон Баден († 13 септември 1190) и Берта фон Тюбинген († 24 февруари 1169).
След смъртта на баща му през 1190 г. Херман, още малолетен, става заедно с брат си Фридрих I (1167 – 1217) маркграф на териториите на Баден в Уфгау и Пфинцгау, Господство Ибург (Ибург, Щайнбах, Зинсхайм). Другият му брат Хайнрих I (1190 – 1231) основава ок. 1212 г. страничната линия на маркграфовете на Баден-Хахберг и води така до разделянето на Маркграфство Баден.
Херман V преустроява Бакнанг и Безигхайм на град. През 1219 г. той издига Щутгарт (тогава собственост на Баден) до град.
Херман V се жени през 1217/1220 г. за пфалцграфиня Ирменгард при Рейн (* ок. 1200, † 24 февруари 1260) от род Велфи, наследница на Пфорцхайм, дъщеря на пфалцграф Хайнрих V († 1227), син на херцог Хайнрих Лъв († 1195). Нейната майка Агнес Хоенщауфен († 1204) е дъщеря и наследница на пфалцграф Конрад Хоенщауфен († 1195), по-малкия полубрат на император Фридрих Барбароса.
Около 1219 г. Херман получава като зестра на съпругата му Пфорцхайм. Той получава подарък и Етлинген. През 1227 г. неговият тъст, Хайнрих V при Рейн, умира и Херман наследява Брауншвайг заедно със зет му, Ото II от Бавария. Херман сменя своята част с императора с град Дурлац и други.
През 1198 г. Херман V е при конфликтите за немския трон на страната на крал Филип Швабски и след неговата смърт (1208) на страната на император Ото IV. От 1212 г. той е довереник на император Фридрих II и пътува в неговата свита в цяла Германия и Италия.
До 1234 г., докато се скарват, той е съветник в двора на крал Хайнрих VII. До 1238 г. Херман е в най-близката императорска свита.
През 1221 г. той участва с херцог Лудвиг Келхаймер от Бавария в Петия кръстоносен поход в Египет. Неговият брат и сърегент Фридрих († 1217) е убит пред Дамиета, и Херман остава единствен владетел в своята територия.
През 1241 г. той последва крал Венцеслав от Бохемия, който бързо отива да помогне на херцог Хайнрих от Силезия против нахлулите монголи. Тези помощни войски пристигат обаче много късно, Хайнрих претърпява поражение и е убит на 9 април 1241 г. в битката при Легница.
Херман помага на манастири. Неговата съпруга Ирменгард при Рейн основава през 1245 г. манастир Лихтентал в Баден-Баден.
Маркграф Херман V умира на 16 януари 1243 г. и е погребан в Августинския манастир Бакнанг. Неговата вдовица премества останките му през 1248 г. в манастира Лихтентал.

## Деца
Херман V и Ирменгард имат децата:
- Херман VI (1225 – 1250), по-късно херцог на Австрия
- Рудолф I (1230 – 1288), по-късно управляващ маркграф
- Мехтхилд († ок. 1258), ∞ 4 април 1251 граф Улрих I фон Вюртемберг (1222 – 1265)
- Елизабет (* ок. 1230; † ок. 20 март 1266), ∞ граф Еберхард V фон Еберщайн, ∞ Лудвиг II фон Лихтенберг